# Haploa lactata
Haploa lactata là một loài bướm đêm thuộc phân họ Arctiinae, họ Erebidae.